# Jan Löhmannsröben
Jan Dominic Löhmannsröben (* 21. April 1991 in Kassel) ist ein deutscher Fußballspieler. Der Defensivspieler steht beim Regionalligisten Hallescher FC unter Vertrag.

## Karriere
Löhmannsröben kam 2004 aus der Jugend der Potsdamer Kickers 94 zu Hertha BSC. 2008 verließ er die B-Junioren der Hertha und wechselte zur U19 von Eintracht Braunschweig. Nach einem Jahr schloss er sich dem VfB Oldenburg an, bei dem er zunächst ebenfalls in der U19-Mannschaft spielte. 2010 wurde er in die Erste Mannschaft aufgenommen und absolvierte in der Oberliga-Spielzeit 2010/11 16 Partien, in denen er einen Treffer erzielte. Auch in der Saison 2011/12 kam er in 15 Spielen zum Einsatz.
Zur Oberliga-Spielzeit 2012/13 der Staffel Süd wechselte Löhmannsröben zum FSV Wacker 90 Nordhausen, für den er in 28 Spielen zwölf Tore erzielte, und stieg in die Regionalliga Nordost auf. Auch in den Regionalliga-Spielzeiten 2013/14 und 2014/15 gehörte er zum Stammpersonal der Nordhäuser. Während dieser zwei Jahre absolvierte er 57 Partien und erzielte acht Tore. Zum 1. Juli 2015 wechselte er zum Meister der Regionalliga, dem 1. FC Magdeburg, der in die 3. Liga aufgestiegen war. Sein Drittliga-Debüt absolvierte Löhmannsröben am 1. Spieltag der Spielzeit 2015/16, dem 24. Juli 2015, beim 2:1-Auftaktsieg über den FC Rot-Weiß Erfurt.
Im Juni 2017 unterschrieb Löhmannsröben einen Zweijahresvertrag beim Drittligaaufsteiger FC Carl Zeiss Jena, im Sommer 2018 wechselte er zum 1. FC Kaiserslautern. Löhmannsröben absolvierte in der Saison 2018/19 26 Drittligaspiele (2 Tore) für den FCK. Anschließend nahm der Verein eine Option zur Verlängerung des Vertrages nicht wahr.
Im Sommer 2019 kehrte Löhmannsröben zum Regionalligisten Wacker Nordhausen zurück und lief in 13 Pflichtspielen für ihn auf. Nachdem der Verein Insolvenz angemeldet hatte, wechselte der Mittelfeldspieler innerhalb der Winterpause zurück in die 3. Liga zu Preußen Münster und unterschrieb einen bis Saisonende gültigen Vertrag. Bei den Preußen wurde er sofort Stammspieler, verpasste nur eine Partie aufgrund einer Gelbsperre und war als Innenverteidiger aktiv.
Nachdem der Defensivspieler mit Münster die Klasse nicht hatte halten können, verlängerte er seinen ausgelaufenen Vertrag nicht mehr und band sich stattdessen bis Juni 2021 an Hansa Rostock, das in der 3. Liga verblieben war. Zu seinem ersten Einsatz für die Ostseestädter kam er am 13. September 2020 in der 1. Hauptrunde des DFB-Pokals gegen den Bundesligisten VfB Stuttgart (0:1). Eine Woche später, am 1. Spieltag der Saison, traf Löhmannsröben erstmals für die Rostocker. Im Heimspiel gegen den MSV Duisburg erzielte er das zwischenzeitliche 1:1. In jener Spielzeit, die am 22. Mai 2021 mit dem Aufstieg Hansas in die 2. Bundesliga endete, brachte es der gebürtige Kasseler auf 35 Ligaspiele. Der Stammspieler und Abwehrmann erzielte hierbei insgesamt einen Treffer; eben jenen vom 1. Spieltag.
Löhmannsröben gab unter Aufstiegstrainer Härtel am 24. Juli 2021 sein Zweitliga-Debüt im Heimspiel gegen den Karlsruher SC und musste im Ostseestadion eine 1:3-Niederlage hinnehmen. Bevor er sich Ende August 2021 mit den Mecklenburgern einvernehmlich auf die Auflösung seines bis 2022 gültigen Vertrags einigte, kamen zwei weitere Zweitliga-Kurzeinsätze gegen Hannover 96 und dem 1. FC Heidenheim, sowie ein Einsatz in der 1. Runde im DFB-Pokal 2021/22 ebenfalls gegen den 1. FC Heidenheim (3:2 n. V.) hinzu. Somit gelang ihm erstmals das Erreichen der 2. Runde des nationalen Vereinspokals. Kumuliert brachte es Löhmannsröben auf 40 Pflichtspieleinsätze für die Norddeutschen aus Rostock.
Nach vorübergehender Vereinslosigkeit zog es ihn Anfang September an die Saale zum Halleschen FC. Nach einer Spielzeit wechselte er ligaintern zum FSV Zwickau.
Ende September 2023 wechselte er nach Griechenland und schloss sich dort dem Zweitliga-Aufsteiger Eolikos Mytilinis an.
Im Januar 2024 wechselte er zum 1. FC Lokomotive Leipzig.
Im Sommer 2024 kehrte er zum Halleschen FC zurück, nachdem dieser in die Regionalliga abgestiegen war.

## Sonstiges
Am 2. September 2018 sorgte Löhmannsröben nach einem 1:1-Unentschieden seines 1. FC Kaiserslautern gegen den FSV Zwickau in einem anschließenden Interview durch seine Äußerungen für große Aufmerksamkeit. Der FCK hatte bis zur 91. Minute geführt, ehe sich Lohmannsröben im Strafraum der Lauterer zwischen einen von Lautern-Keeper Jan-Ole Sievers parierten Schuss der Zwickauer und Gegenspieler Ronny König stellte. Dabei traf König Löhmannsröben mit dem Ellbogen im Gesicht, der vom Torwart zurückgesprungene Ball prallte Löhmannsröben an die linke Hand. Der Schiedsrichter Markus Wollenweber ahndete jedoch nicht das Foul Königs, sondern das nachfolgende Handspiel Löhmannsröbens. Es gab Elfmeter für Zwickau, der zum 1:1-Endstand führte.
Im anschließenden Interview echauffierte sich Löhmannsröben ungehalten über die fehlerhafte Schiedsrichterentscheidung: „Wenn das kein Foulspiel ist … ja leck mich am Arsch, alter, ehrlich. […] Wenn das ’n Schiri ist … weiß nicht, digga, soll der Cornflakes zählen gehen. […] Da platzt mir die Krawatte, ehrlich. […] Ich hoffe der kann ’ne Woche nicht pennen, soll erst mal Kreisliga pfeifen.“ Zwickau habe schlecht gespielt, nichts mit Fußball zu tun gehabt, „fünf Funktürme“ in den Strafraum reingehauen und sich dann auch noch „einen Punkt ergaunert“. Später entschuldigte sich Löhmannsröben für seine Wortwahl, aber er sei nun mal kein Typ, der sich vor der Kamera verstelle. Er habe direkt nach dem Spiel sehr emotional reagiert, aber Emotionen gehörten schließlich auch zum Fußball. Es sei nicht um ihn gegangen, sondern um die Mannschaft, um den Verein. Ferner habe er keinen persönlich angreifen oder beleidigen wollen. Er habe nicht anders gekonnt, als seinen Gefühlen freien Lauf zu lassen. Der Kontrollausschuss des DFB leitete ein Ermittlungsverfahren gegen Löhmannsröben ein. Das Interview wurde von Fans aufgegriffen, die mit einem Facebook-Post dazu aufriefen, Cornflakes-Packungen zu kaufen und an die DFB-Zentrale zu schicken, um gegen die Ermittlungen des DFB zu protestieren. Auch Aldi Süd griff die Wutrede Löhmannsröbens in einer Werbung auf. Am 20. September gab der DFB bekannt, Löhmannsröben müsse eine Geldstrafe von 1.200 € entrichten. Laut seines Trainers Michael Frontzeck würde der Betrag aus der Mannschaftskasse beglichen werden.

## Erfolge
Wacker Nordhausen
- Meister der Staffel Süd der Oberliga Nordost und Aufstieg in die Regionalliga Nordost: 2013

Hansa Rostock
- Aufstieg in die 2. Bundesliga: 2021